# Race Across the World (Nederland)
Race Across the World is een van oorsprong Brits televisieprogramma met een Nederlandse versie die in 2023 werd uitgezonden op RTL 4. In het programma reisden vijf duo's van Mexico-Stad naar Ushuaia, in het zuidelijkste puntje van Argentinië, zonder gebruik te maken van het vliegtuig. Het programma werd gepresenteerd door Martijn Krabbé.

## Format
In het programma reisden vijf duo's, bestaande uit een bekende Nederlander en een door hen zelf gekozen tweede deelnemer, ruim 14.000 kilometer van Mexico-Stad naar Ushuaia. Hierbij mocht alleen over land gereisd worden, niet met het vliegtuig. Daarbij konden de duo's slechts gebruikmaken van hetzelfde bedrag als twee vliegtickets. De deelnemers mochten ook geen gebruik maken van een mobiele telefoon of een bankpas. Het snelste duo won 15.000 euro.
De teams in het eerste en voorlopig enige seizoen waren 'Team Kennis' (tv-kok Hugo Kennis en zijn goede vriendin, presentatrice Eva Cleven), 'Team Komproe' (cabaretier Howard Komproe en zijn goede vriend Dre Urhahn), 'Team Ragas' (acteur Bastiaan Ragas en zijn zoon Sem), team Commandeur (voormalig atlete Olga Commandeur en haar man Frank) en 'Team Seldis' (contrabassist Dominic Seldis en zijn dochter Kathy). 
Team Kennis won na 55 dagen uiteindelijk de race, door in de finale te winnen van Team Komproe en Team Ragas. Team Seldis viel af in de tweede aflevering en team Commandeur in de zevende aflevering. Het eerste seizoen trok gemiddeld  814.000 kijkers.